# Klaviersonate Nr. 13 (Beethoven)
Die Sonate Nr. 13 in Es-Dur, komponiert zwischen 1800 und 1801 ist die erste von zwei Klaviersonaten, die Ludwig van Beethoven in seinem Opus 27 zusammenstellte. Der Fürstin Josephine von Liechtenstein gewidmet, trägt sie genauso wie die darauffolgende und bekanntere Sonate Nr. 14 den Untertitel „Sonata quasi una fantasia“.
Eine musikalische Besonderheit der Sonate ist, dass sie anders als Beethovens vorherige Klaviersonaten über keine formalen Sätze verfügt. Ihre vier satzähnlichen Teile gehen attacca ineinander über.

## Entstehungsgeschichte
Beethoven komponierte die Sonate zwischen 1800 und 1801 im Alter von 30 Jahren. Das Autograph ist verschollen und auch über die Erstaufführung der Sonate ist nichts bekannt. Der Erstdruck erschien im März 1802 bei Giovanni Cappi in Wien. Trotz der engen Verbindung durch die Zusammenstellung im Opus wurde die Sonate nicht zusammen mit der Sonate Nr. 14, sondern in einem eigenen Heft verlegt. Dies ermöglichte Beethoven den Sonaten unterschiedliche Widmungen zu geben. Das Titelblatt der Sonate trägt die Aufschrift „Sua Altezza la Signora Principessa Giovanni Liechtenstein, nata Langravio Fürstenberg“. Die Widmung an die Fürstin Josephine von Liechtenstein schließt auch indirekt eine Widmung an ihren Gatten Johann Joseph Fürst von Liechtenstein mit ein. Dieser war Angehöriger einer der reichsten Adelsfamilien Wiens und Cousin des Grafen Waldstein, einem frühen Förderer Beethovens. Über das Verhältnis zu Josephine von Liechtenstein ist wenig bekannt.

## Musikalische Analyse
Obschon die Sonate formal keine expliziten Sätze besitzt, ist es dennoch üblich sie in vier Sätze oder Abschnitte zu gliedern. Dabei ist die hier vorgenommene Beschreibung und Gliederung als Vorschlag zu verstehen. Je nach Standpunkt sind auch andere Abgrenzungen und Deutungen möglich.
- Andante, Es-Dur, Allabreve – Allegro, C-Dur, 6/8-Takt - Tempo I
- Allegro molto e vivace, c-Moll, 3/4-Takt
- Adagio con espressione, As-Dur, 3/4-Takt
- Allegro vivace, Es-Dur, 2/4-Takt – Tempo I, 3/4-Takt – Presto, 2/4-Takt

Die Aufführungsdauer der gesamten Sonate beträgt etwa 15 Minuten.

### Erster Satz
Der erste Satz der Sonate ist ein Andante in Es-Dur. Es beginnt mit der Vorstellung und Entwicklung eines schlichten Themas in vielen aufeinanderfolgenden Viertaktern, die immer wiederholt werden und stets auf der Tonika enden. Die Dynamik schwankt zwischen piano und pianissimo. Die offensichtliche, sich geradezu aufdringende Schlichtheit direkt am Beginn der Sonate stellt ein Novum in Beethovens Schaffen dar und veranlasste den Musikwissenschaftler Jürgen Uhde zu schreiben:

„Kein anderer Beethovenscher 1. Satz weist einen derart geringen Spannungsgrad auf wie der erste und letzte Teil dieses Stückes. Fast ist es ein Rätsel, dass ein solcher Satz überhaupt in der Statik der Gesamtarchitektur seine Funktion erfüllt.“

Immer weitere teils subtile Variationen des Anfangsthemas öffnen den Satz im Mittelteil. Eine in Takt 37 plötzlich einsetzende Verschärfung des Tempos und der Lautstärke sowie ein Übergang nach C-Dur markieren den nächsten formalen Teil dieses Satzes. Schnelle Sechzehntelketten und eine lebendige Dynamik bilden einen scharfen Kontrast zum vorherigen Teil. Der fließende Übergang nach c-Moll in Takt 57 führt sodann zur Tonika Es-Dur zurück. Es folgt die Reprise des Andantes ab Takt 63. Weitere Variationen des Anfangsthemas, sowie ein Stimmentausch führen zu einem leise verklingenden Schluss, an den sich ohne Pause der zweite Abschnitt anschließt.

### Zweiter Satz
Der zweite Satz der Sonate ist ein für Beethoven typisches Scherzo der Form ABA, beginnend in c-Moll, der parallelen Moll-Tonart von Es-Dur. Mit leisen, taktweise gebundenen Viertelnoten und dem Einmaleins der Harmonik treibt Beethoven zunächst ein dämonisches Spiel. Nach einer zweitaktigen Hinführung beruht dieses im Wesentlichen auf der Überlagerung von drei verschiedenen musikalischen Stilmitteln: Die rechte und die linke Hand verlaufen ab Takt 3 konsequent gegenläufig; während die rechte Hand innerhalb einer Harmonie absteigt, steigt die linke Hand auf. Gleichzeitig findet taktweise abwechselnd entweder ein Lagenwechsel zwischen hoher und tiefer Lage oder ein Harmoniewechsel statt. Diese einfachen Mittel verleihen dem Beginn des Satzes eine dunkle, spukhafte aber auch aufgeregte Atmosphäre.
Der sich anschließende Mittelteil des Satzes von Takt 42 bis 72, der einem Trio entspricht, weist eine gänzlich andere Form auf. Während die linke Hand mit einem As-Dur Akkord im Bass einen Staccato-Rhythmus vorgibt, steigt die rechte Hand innerhalb der Harmonie auf, um schließlich als Höhepunkt im Fortissimo in einem langen Triller auf ges‘‘ anzukommen. Der zweite Teil des Trios beginnt ganz ähnlich, mit dem Unterschied, dass der Bass nun auf dem As-Dur-Dominantseptakkord staccatiert. Der Höhepunkt bleibt dieses Mal allerdings aus. Stattdessen geht der Trio-Teil nach einer Wiederholung nahtlos in die Reprise des Scherzos über.
Die Wiederholung erfolgt zunächst wörtlich, doch nach den ersten 16 Takten ändert sich die rhythmische Struktur erneut grundlegend: Die rechte Hand hängt der linken Hand nun um eine Achtel hinterher. Diese kleine Veränderung führt dazu, dass das Stück um ein Vielfaches schneller wirkt und dass sich die vorher so klaren Strukturen aufzulösen scheinen. Nach einer kurzen Coda endet der Satz im Fortissimo mit einem weiterhin rhythmisch versetzten Absturz beider Stimmen auf c.

### Dritter Satz
Der dritte Satz ist ein sangliches Adagio, das wie schon in den frühen c-Moll-Sonaten op. 10 und op. 13 in As-Dur steht. Rund und ruhig beginnt es mit einem Thema, das sich leise über eine oktavierte Achtel-Begleitung im Bass entwickelt. In einem fortschreitenden Prozess eröffnen sich hierbei immer wieder weitere klangliche Räume, bis diese schließlich in Takt 14 fast vier Oktaven umfassen. Eine intensive Steigerung des Ausdrucks findet von Takt 13 bis 16 statt, da hier die Melodiestimme in Synkopen gespielt wird. Dieser expressive Abschnitt führt sogleich zurück in eine Wiederholung des Anfangsthemas, welches nun pianissimo gespielt und von Sechzehntelnoten getragen wird. Der Satz schließt ab mit einer dreitaktigen Triller-Kadenz, die auf einem schlichten As, der Subdominante des langen Schlusssatzes zum Ende kommt.
Jürgen Uhde schreibt im Bezug auf die Einordnung dieses recht kurzen dritten Satzes:

„Wie der 3. Satz von op. 101 schwebt auch dieser 3. Satz inselartig vor dem Festland des letzten Satzes, der hier wie dort das Ziel der Fahrt genannt werden kann.“

### Vierter Satz
Der finale vierte Satz der Sonate steht nun wieder in der Haupttonart Es-Dur. Vom formalen Aufbau her handelt es sich um eine Mischung zwischen der klassischen Sonatensatzform und einem Rondo. Der Satz beginnt unbeschwert mit einer leisen Melodie in den tieferen Lagen, die von laufenden Sechzehntelnoten im Bass begleitet wird. Dabei nimmt die führende Stimme in den ersten drei Takten durch Verkürzung der Notenwerte schnell an Fahrt auf: Was im ersten Takt noch Viertelnoten sind, steigert sich über Achtelnoten im zweiten bis hin zu Sechzehntelnoten im dritten und vierten Takt. Eine Wiederholung des viertaktigen Motivs erfolgt in höheren Lagen, wobei die Melodie nun im Fortissimo und oktaviert fanfarenartig einen Stimmungswechsel innerhalb des Gesamtwerks verdeutlichen. Der darauffolgende ausladende Abschnitt, der die begonnene Melodie weiterführt, tendiert wie der gesamte Satz der Sonate zum Orchesterklang. Im ständigen Auf und Ab, begleitet von ununterbrochenen Sechzehntelketten, entwickelt sich der Satz. Eine in Takt 82 einsetzende Wiederholung des Anfangsthemas wird ab Takt 106 in ein kurzes Fugato des Basses über dieses gewendet und weiter entwickelt. Die in Takt 167 einsetzende Reprise steigert sich ab Takt 224 in ihrer Dramatik und kommt schließlich in Takt 254 für zwei Takte und mit Fermate verlängert auf dem Dominantseptakkord zur Ruhe. Es folgt eine Wiederholung des Adagios, nun allerdings in der Haupttonart Es-Dur, gefolgt von einer weiteren Trillerkadenz. Die anschließende Coda in Form eines kurzen rasch voranschreitenden Prestos, das das Hauptthema des Satzes knapp und komprimiert zusammenfasst, beendet die Sonate mit zwei vielstimmigen Akkorden.